# Giro de Lombardía 1945
El Giro de Lombardía 1945 fue la 39.ª edición del Giro de Lombardía. Esta carrera ciclista organizada por La Gazzetta dello Sport se disputó el 21 de octubre de 1946, con salida y llegada a Milán, con un recorrido de 222 km.
El italiano Mario Ricci (Legnano) conseguía imponerse a sus compatriotas Aldo Bini (Pratese AC) i Gino Bartali (Legnano).

## Clasificación general
| Posición | Ciclista           | Equipo       | Tiempo   |
| -------- | ------------------ | ------------ | -------- |
| 1        | Mario Ricci        | Legnano      | 6h08'11" |
| 2        | Aldo Bini          | Pratese VC   | a 6'23"  |
| 3        | Gino Bartali       | Legnano      | s.t.     |
| 4        | Adolfo Leoni       | Bianchi      | s.t.     |
| 5        | Aldo Baito         | -            | s.t.     |
| 6        | Ubaldo Pugnaloni   | Bianchi      | s.t.     |
| 7        | Salvatore Crippa   | Ricci        | s.t.     |
| 8        | Severino Canavesi  | US Legnanese | s.t.     |
| 9        | Quirino Toccacelli | Olmo         | a 10'03" |
| 10       | Oreste Conte       | Ricci        | s.t.     |